# 坪井秀人
坪井 秀人（つぼい ひでと、1959年10月6日 - ）は、日本の日本近代文学研究者。文学博士（名古屋大学・論文博士・1990年）（学位論文「萩原朔太郎論」）。国際日本文化研究センター名誉教授、名古屋大学名誉教授、早稲田大学文学学術院文学部教授。

## 来歴・人物
愛知県名古屋市出身。1982年名古屋大学文学部卒業。1987年名古屋大学大学院文学研究科博士後期課程単位取得退学、金沢美術工芸大学講師、1990年「萩原朔太郎論」で文学博士（名古屋大学）の学位を取得、1991年助教授、1992年から1993年まで文部省長期在外研究でウィーン大学客員研究員、1995年名古屋大学情報文化学部助教授、1998年教授、2003年文学研究科教授、2008年大学院文学研究科附属日本近現代文化研究センター長、2013年文学研究科付属「アジアの中の日本文化」研究センター長。2014年4月国際日本文化研究センター教授、2022年3月末を以って、同名誉教授。同年4月より早稲田大学文学学術院文学部教授。
戦争詩の戦時下における朗読のCDを付した『声の祝祭』（名古屋大学出版会）で、1998年日本比較文学会賞50周年記念特別賞。2005年『戦争の記憶をさかのぼる』（筑摩書房）でやまなし文学賞（評論・研究部門）受賞。2006年『感覚の近代──声・身体・表象』（名古屋大学出版会）を出版。文学と時代状況（戦争、植民地主義、近代など）との関わり合いを主な研究対象とする。2013年、『性が語る　20世紀日本文学の性と身体』で第4回鮎川信夫賞を受賞。2021年、『二十世紀日本語詩を思い出す』で第72回読売文学賞を受賞。

## 主な著作

### 著書
- 『萩原朔太郎論 <詩>をひらく』和泉書院 1989
- 『声の祝祭 日本近代詩と戦争』名古屋大学出版会 1997
- 『戦争の記憶をさかのぼる』ちくま新書 2005
- 『感覚の近代 声・身体・表象』名古屋大学出版会 2006
- 『性が語る　20世紀日本文学の性と身体』名古屋大学出版会、2012
- 『二十世紀日本語詩を思い出す』思潮社、2020
- 『戦後表現　Japanese Literature after 1945』名古屋大学出版会、2023

### 編著
- 『萩原朔太郎 感情の詩学』（日本文学研究資料新集） 有精堂出版 1988
- 『偏見というまなざし 近代日本の感性』 青弓社 2001
- 『戦後日本を読みかえる』全6巻 臨川書店 2018-2019
  - 第1巻 敗戦と占領
  - 第2巻 運動の時代
  - 第3巻 高度経済成長の時代
  - 第4巻 ジェンダーと生政治
  - 第5巻 東アジアの中の戦後日本
  - 第6巻 バブルと失われた20年
- 『戦後日本文化再考』 三人社 2019
- 『戦後日本の傷跡』 臨川書店 2022

### 共編著
- 『イメージとしての戦後』藤木秀朗との共編著 青弓社 2010
- 『世界のなかのポスト3.11—ヨーロッパと日本の対話』シュテフィ・リヒター 、マーティン・ロートとの共編著 新曜社 2019
- 『日本研究をひらく―「国際日本研究」コンソーシアム記録集2018―』白石恵理、小田竜哉との共編 晃洋書房 2019
- 『越境する歴史学と世界文学』瀧井一博、白石恵理、小田竜哉との共編 臨川書店 2020
- 『対抗文化史 ―冷戦期日本の表現と運動』宇野田尚哉との共編 大阪大学出版会 2021